# 横峯遺跡

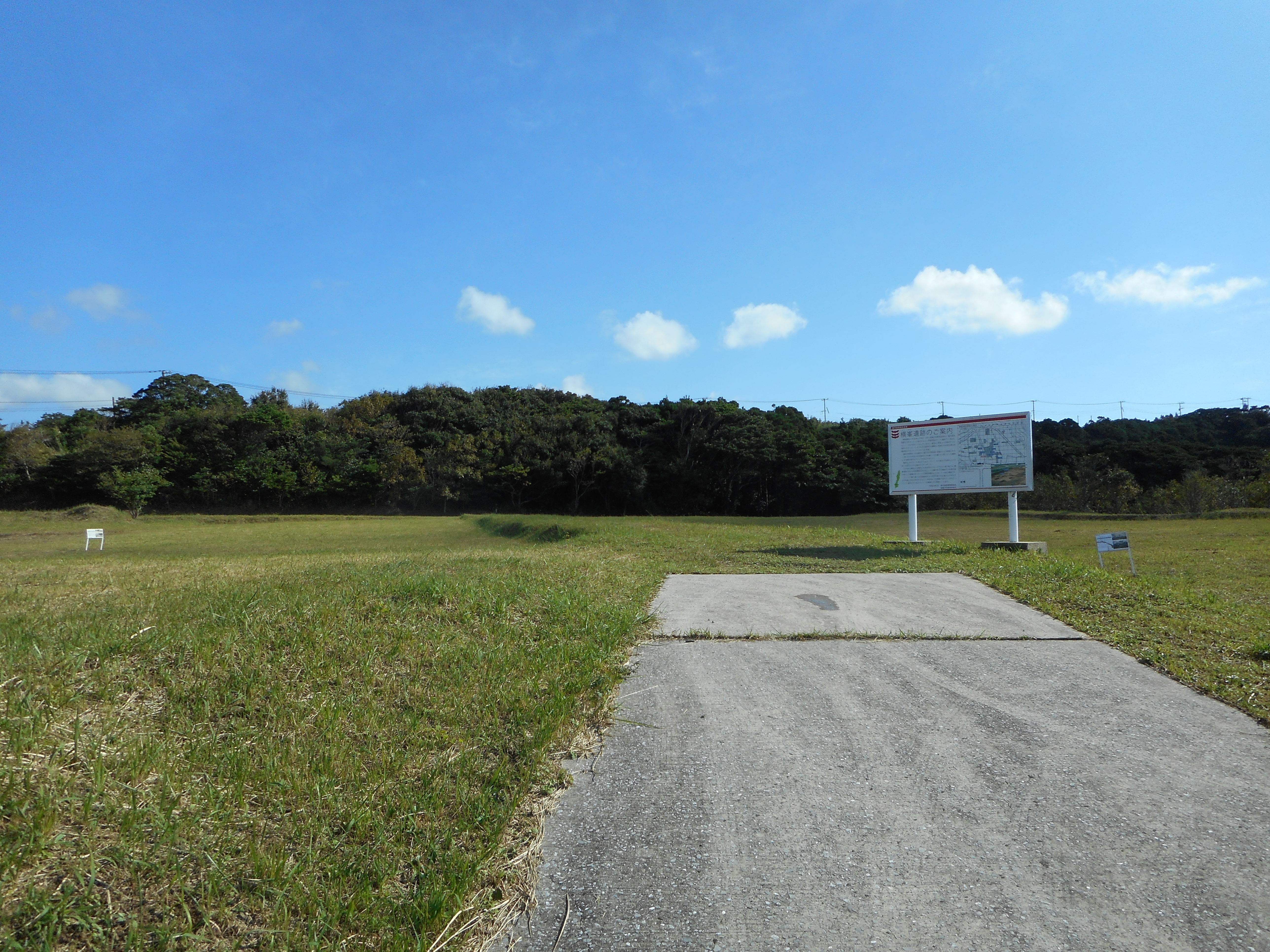
遺跡全景

横峯遺跡（よこみねいせき）は、鹿児島県熊毛郡南種子町にある後期旧石器時代初頭から縄文時代にかけての複合遺跡。国の史跡に指定されている（史跡「立切遺跡・横峯遺跡」のうち）。

## 概要
1992年（平成4年）に発掘調査された際、種子島で初めて発見された旧石器時代の遺跡であり、旧石器時代、縄文時代にヒトが住んでいた跡が見つかっている。約3万年前の土層からは、日本国内最古の調理場跡（礫群、縄文時代のものは集石）が発見されている。
2003年（平成15年）4月28日に鹿児島県指定史跡に指定されたのち、2022年（令和4年）11月10日に立切遺跡と合わせて「立切遺跡・横峯遺跡」として国の史跡に指定されている。

## アクセス
西之表港から車で約80分、種子島空港から約60分。